# Бальтерманц, Дмитрий Николаевич
Дмитрий Николаевич Бальтерма́нц (13 мая 1912, Варшава — 11 июня 1990, Москва) — советский фотокорреспондент, легендарный представитель документальной фотографии, в годы Великой Отечественной войны военкор газет «Известия» и «На разгром врага».

## Биография

### Ранние годы
Родился 13 мая 1912 года в Варшаве в семье офицера царской армии Григория Столовицкого. Когда Диме было три года, родители развелись, и мать вскоре вышла замуж за адвоката Николая Бальтерманца. Мать свободно говорила на нескольких иностранных языках.
В 1915 году после начала Первой мировой войны семья переехала в Москву, где глава семейства пытался найти стабильность. Но уже через два года, в 1917 году, в России началась революция, принёсшая богатым классам лишения и бедность. Почти сразу после Октябрьской революции семью Бальтерманцев уплотнили, превратив их квартиру в коммуналку. В оставшейся одной комнате Дмитрий Бальтерманц прожил в Москве почти всю свою жизнь.
После смерти отчима мать устроилась машинисткой в Издательство иностранной литературы, и четырнадцатилетний Дмитрий начал свою трудовую деятельность. Ему удалось попробовать свои силы в самых разных областях, однако более всего его привлекала фотография. В течение нескольких лет Дмитрий ассистировал нескольким известным фотографам, помогал оформлять витрины в издательстве «Известия», работал наборщиком в типографии, киномехаником, помощником архитектора.

### Начало творческого пути
После окончания в 1939 году механико-математического факультета Московского государственного университета был принят преподавателем математики в Высшую военную академию в звании капитана. В этом же году выполнил свой первый профессиональный фоторепортаж: по заданию газеты «Известия» запечатлел ввод частей Рабоче-крестьянской Красной армии на территорию Западной Украины. В результате Бальтерманц был зачислен в штат «Известий» и стал профессиональным фотожурналистом. По воспоминаниям дочери фотографа Татьяны Бальтерманц, перед принятием судьбоносного решения Дмитрий Бальтерманц почти не колебался и легко отказался от перспектив научной академической карьеры: «На размышления ушло немного времени — душа уже была отравлена фотографией, осталось взять в руки фотоаппарат».

### Великая Отечественная война (1941—1945)
С началом Великой Отечественной войны Бальтерманц был отправлен на фронт в качестве фотокорреспондента газеты «Известия». На страницах газеты появились его репортажи, посвящённые строительству противотанковых укреплений под Москвой, обороне столицы, военным действиям в Крыму, битве под Сталинградом.
В 1942 году с Дмитрием Бальтерманцем случился неприятный инцидент, в результате которого его сотрудничество с «Известиями» оборвалось. Бальтерманц на несколько дней вернулся в Москву, чтобы проявить и напечатать фотографии, отснятые под Москвой и Сталинградом. Снимки были оставлены сушиться в редакции без присмотра. Ночью в редакции спешно искали иллюстрацию в утренний номер, и по ошибке его снимок с подбитыми английскими танками, бывшими на вооружении в Красной Армии, был подретуширован и ушёл в номер как «подбитые немецкие танки». Дмитрий Бальтерманц при выборе снимка не присутствовал, но когда ошибка была обнаружена, вся ответственность была возложена на него. Бальтерманц был разжалован в рядовые и направлен в штрафной батальон.
4 января 1943 года был тяжело ранен в ногу, но удалось избежать ампутации ноги. По причине ранения он потом всю жизнь прихрамывал. Пролежав в госпиталях до 1944 года, Дмитрий Бальтерманц снова отправлен на фронт фотокорреспондентом армейской газеты «На разгром врага» (6-я армия).

### Послевоенное время
Вернувшись с фронта, Дмитрий Бальтерманц не сразу нашёл работу. Служба в штрафном батальоне и еврейское происхождение в период набиравшей обороты кампании «по борьбе с космополитизмом» закрыли для фотографа двери многих изданий. Не побоялся взять Бальтерманца на работу только поэт Алексей Сурков, главный редактор журнала «Огонёк». В этом журнале, с 1965 года возглавив его фотоотдел, Дмитрий Бальтерманц работал до своей смерти.
В годы хрущёвской «оттепели» Дмитрий Бальтерманц пережил пик своей популярности. В это время советские фотолюбители смогли увидеть многие «архивные», не напечатанные в своё время фронтовые работы мастера, запечатлевшие не только подвиг, но смерть, горе и тяготы войны. Фотограф стал известен за границей — персональные выставки Дмитрия Бальтерманца в Лондоне (1964) и Нью-Йорке (1965) сделали его мировой знаменитостью.
В 1977 году в издательстве «Планета» тиражом 20 тысяч экземпляров вышел альбом, в который вошли более 100 избранных фотографий Дмитрия Бальтерманца. Это фото военных лет, в том числе знаменитая работа «Исполнение Чайковского. Германия, 1945 год» на обложке и фото из поездок по СССР, а также Чили, Турции, США.
Умер 11 июня 1990 года в Москве. Похоронен в Москве на Востряковском кладбище.

## Награды
- орден Отечественной войны I степени (6.4.1985)
- орден Отечественной войны II степени (26.5.1945[10])
- орден Красной Звезды (16.10.1944[5])

## Персональные выставки
- 1975 — «Дмитрий Бальтерманц. Люди и События». Москва
- 2004 — «Dmitri Baltermants. Images of The Soviet Union». Hatton Gallery, Colorado State University. Fort Collins. USA
- 2005 — «Дмитрий Бальтерманц». Московский дом фотографии
- 2012 — «РЕТРОСПЕКТИВА». Мультимедиа Арт Музей, Москва.[11]

## Работы находятся в собраниях
- Музей современного искусства (Нью-Йорк)[12]
- Московский дом фотографии.

## Публикации
Персональные издания Д. Бальтерманца:
- 1953 — Д.Бальтерманц и С.Козырев «ЗА МИР И ДРУЖБУ!» Архивная копия от 5 марта 2016 на Wayback Machine (Фестиваль молодёжи в Будапеште) Москва ИЗОГИЗ
- 1977 — «Бальтерманц Д. Избранные фотографии». Вступительная статья В. Пескова. Издательство: Планета. Москва
- 1996 — Faces of a Nation: The Rise and Fall of the Soviet Union, 1917—1991 Fulcrum Pub, 1996 ISBN 978-1-55591-262-8
- 1997 — Dmitri Baltermants, Изд. Nathan, Paris 1997 ISBN 978-2-09-754116-1
- 2005 — Дмитрий Бальтерманц, Каталог выставки. МДФ., 2005—176 с, ISBN 5-93977-017-7

Книги с участием работ Бальтерманца:
- «Антология Советской фотографии, 1941—1945» Издательство «Планета», Москва 1987